# Andreas Bauer Kanabas
Andreas Bauer Kanabas (geb. in Erfurt) ist ein deutscher Opernsänger der Stimmlage Bass, der international auftritt, auch als Konzertsänger. Bis Dezember 2018 trat er unter dem Namen Andreas Bauer auf. Der Nachname Kanabas stammt von seinen böhmischen Großeltern. Er ist Ensemblemitglied der Oper Frankfurt. Sein Repertoire umfasst neben Mozarts Sarastro und Königen wie Verdis Philipp II. von Spanien und Wagners Marke auch Rollen wie Herzog Blaubart, Tiresias, und Ibn-Hakia.

## Leben
Andreas Bauer Kanabas wurde in Erfurt geboren und wuchs dort in einer musikalischen Familie auf. Er lernte Klavierspiel bei seiner Mutter und sang in Kinderchören. Er studierte zunächst mit dem Ziel Toningenieur. Dann studierte er Gesang an der Hochschule für Musik Carl Maria von Weber in Dresden und an der Hochschule für Musik Franz Liszt Weimar bei Eugen Rabine. Er nahm privat Unterricht bei Paolo Barbacini in Italien und Robert Lloyd in London. Schon während des Studiums wurde er an das Eduard-von-Winterstein-Theater in Annaberg-Buchholz engagiert, wo er viele große Rollen lernte. Anschließend wechselte er zum Ensemble des Theater Würzburg.
Bauer Kanabas war von 2007 bis 2012 Mitglied der Staatsoper Unter den Linden, wo er in Rollen wie Titurel in Wagners Parsifal, geleitet von Daniel Barenboim, Colline in Puccinis La Bohème und Timur in Turandot auftrat, geleitet von Andris Nelsons. Er verkörperte Sarastro in Mozarts Die Zauberflöte und Don Alfonso in Così fan tutte, Don Basilio in Rossinis Il barbiere di Siviglia, und Trulove in Strawinskis The Rake’s Progress, geleitet von Ingo Metzmacher.
Seit 2013 ist Bauer Kanabas Mitglied der Oper Frankfurt, wo er Rollen übernahm wie Vodník (Wassermann) in Dvořáks Rusalka, Marke in Wagners Tristan und Isolde und Daland in Der fliegende Holländer, Fiesco in Verdis Simon Boccanegra und Philipp II. in Don Carlos. Seine Interpretation von König Heinrich in Wagners Lohengrin wurde gewürdigt, seine Stimme als „heller wunderbar gleichmäßig geführter Bass herrlich timbriert“, und seine überzeugende Darstellung. In der Titelrolle von Bartóks Herzog Blaubarts Burg, inszeniert von Barrie Kosky, spielte er, an der Seite von Claudia Mahnke als Judith, „mit großer atmosphärischer Dichte“. Im Oktober 2018 übernahm er Rollen in zwei Einaktern, Tiresias in Strawinskis Oedipus Rex (lateinisch gesungen) und Ibn-Hakia in Tschaikowskis letzter Oper Iolanta (in russischer Sprache), inszeniert von Lydia Steier und geleitet von Sebastian Weigle.
Bauer Kanabas trat 2015 als Eremit in Webers Der Freischütz an der Semperoper in Dresden auf, geleitet von Christian Thielemann, in einer Aufführung, die aufgenommen wurde. Er sang zum ersten Mal an der Seattle Opera als Zacharias in Verdis Nabucco, geleitet von Carlo Montanaro, und wurde von einem Kritiker als basso profondo bezeichnet. Er sang die Rolle auch in Riga an der Lettischen Nationaloper und trat dort als Méphistophélès in Gounods Faust auf. Bauer sang an weiteren internationalen Bühnen, insbesondere als Sarastro an der Opéra-Comique in Paris, der Komischen Oper Berlin, in Abu Dhabi, Budapest und Malmö. Er arbeitete mit Dirigenten wie Claudio Abbado, Colin Davis, Gustavo Dudamel, Philippe Jordan und Simon Rattle.
Bauer Kanabas pflegt auch den Konzert- und Oratoriengesang. Er sang die Basspartie in Mozarts Requiem am Teatro alla Scala in Mailand und in Verdis Requiem im Gasteig in München. Sein Repertoire umfasst auch Werke von Johann Sebastian Bach, Händels Messiah und Dettinger Te Deum, Haydns Die Schöpfung und Nelson-Messe, Beethovens Missa solemnis, Schumanns Szenen aus Goethes Faust, Mendelssohns Elias und Paulus, Ein deutsches Requiem von Brahms, Dvořáks Stabat Mater und Puccinis Messa di Gloria.